# Vandenboschia
Vandenboschia é um género de pteridófitos da família Hymenophyllaceae que agrupa cerca de 80 espécies de fetos epífitos ou litófitos de pequeno a médio porte maioritariamente das regiões tropicais  e subtropicais do Velho Mundo. O género é aceite na classificação do Pteridophyte Phylogeny Group de 2016 (PPG I), mas não por algumas outras fontes.

## Descrição

### Morfologia
Os membros do género Vandenboschia são pteridófitos perenes de tamanho pequeno a médio, com rizomas erectos ou rastejantes, espessos e peludos, com raízes numerosas e robustas. As frondes são dispersas, podendo crescer até aos 40 cm de comprimento, geralmente de forma assimétrica simples ou multipinadas.
Os soros estão localizadas nas nervuras da lâmina foliar, que são estendidas para além da sua margem, e apresentaam indúsio membranosos tubulares com um recetáculo, formando um crescimento em forma de pelo que se projecta acima da membrana do indúsio como uma escova.

### Distribuição e habitat
As espécies de Vandenboschia são plantas epífitas ou litófita dos trópicos e subtrópicos do Velho Mundo, principalmente do Sudeste Asiático, Japão, China e Havai.

## Taxonomia e filogenia
O género Vandenboschia foi criado por Edwin Copeland em 1938. O seu estatuto, tal como o de outros géneros da família Hymenophyllaceae, continua a ser contestado. A classificação do Pteridophyte Phylogeny Group de 2016 (PPG I) aceita o género, afirmando que existem cerca de 15 espécies. Desde 2019, a Checklist of Ferns and Lycophytes of the World listou 25 espécies e um híbrido, enquanto Plants of the World Online subsumiu o género em Trichomanes. O nome genérico Vandenboschia é uma homenagem ao botânico neerlandês Roelof Benjamin van den Bosch (1810-1862).
Embora Vandenbosschia tenha sido considerado por alguns botânicos como subgénero de Trichomanes, de acordo com a recente descrição taxonómica de Alan Reid Smith et al (2006), o género é um grupo monotípico da família das Hymenophyllaceae.
O género inclui 15 a 80 espécies, dependendo da fonte. A espécie tipo é Vandenboschia radicans (Sw.) Copel. (1938)
De acordo com a base dados taxonómicos Fern Tree of Life, o agrupamento taxonómico apresenta as seguintes relações filogenéticas:
|  | V. auriculata (Blume) Copel.            |
|  |                                         |
|  | V. rupestris (Raddi) Ebihara & K.Iwats. |
|  |                                         |

|  | V. speciosa (Willd.) G.Kunkel                                                                                            |
|  | |
|  | \| \| V. boschiana (J.W.Sturm ex Bosch) Ebihara & K.Iwats. \| \| \| \| \| \| V. kalamocarpa (Hayata) Ebihara \| \| \| \| |
|  | |
|  | V. boschiana (J.W.Sturm ex Bosch) Ebihara & K.Iwats.                                                                     |
|  | |
|  | V. kalamocarpa (Hayata) Ebihara                                                                                          |
|  | |

|  | V. boschiana (J.W.Sturm ex Bosch) Ebihara & K.Iwats. |
|  |                                                      |
|  | V. kalamocarpa (Hayata) Ebihara                      |
|  |                                                      |

|  | V. davallioides (Gaudich.) Copel.                                                           |
|  |                                                                                             |
|  | \| \| V. cyrtotheca (Hillebr.) Copel. \| \| \| \| \| \| V. tubiflora F.S.Wagner \| \| \| \| |
|  |                                                                                             |
|  | V. cyrtotheca (Hillebr.) Copel.                                                             |
|  |                                                                                             |
|  | V. tubiflora F.S.Wagner                                                                     |
|  |                                                                                             |

|  | V. cyrtotheca (Hillebr.) Copel. |
|  |                                 |
|  | V. tubiflora F.S.Wagner         |
|  |                                 |

|  | V. speciosa (Willd.) G.Kunkel                                                                                            |
|  | |
|  | \| \| V. boschiana (J.W.Sturm ex Bosch) Ebihara & K.Iwats. \| \| \| \| \| \| V. kalamocarpa (Hayata) Ebihara \| \| \| \| |
|  | |
|  | V. boschiana (J.W.Sturm ex Bosch) Ebihara & K.Iwats.                                                                     |
|  | |
|  | V. kalamocarpa (Hayata) Ebihara                                                                                          |
|  | |

|  | V. boschiana (J.W.Sturm ex Bosch) Ebihara & K.Iwats. |
|  |                                                      |
|  | V. kalamocarpa (Hayata) Ebihara                      |
|  |                                                      |

|  | V. davallioides (Gaudich.) Copel.                                                           |
|  |                                                                                             |
|  | \| \| V. cyrtotheca (Hillebr.) Copel. \| \| \| \| \| \| V. tubiflora F.S.Wagner \| \| \| \| |
|  |                                                                                             |
|  | V. cyrtotheca (Hillebr.) Copel.                                                             |
|  |                                                                                             |
|  | V. tubiflora F.S.Wagner                                                                     |
|  |                                                                                             |

|  | V. cyrtotheca (Hillebr.) Copel. |
|  |                                 |
|  | V. tubiflora F.S.Wagner         |
|  |                                 |

|  | V. cystoseiroides (Christ ex Tardieu & C.Chr.) Ching |
|  |                                                      |
|  | V. striata (D.Don) Ebihara                           |
|  |                                                      |

|  | V. confusa Dubuisson, Deblauwe & Bouch.-Dubuisson |
|  |                                                   |
|  | V. gigantea (Bory ex Willd.) Pic. Serm.           |
|  |                                                   |

|  | V. collariata (Bosch) Ebihara & K.Iwats. |
|  |                                          |
|  | V. radicans (Sw.) Copel.                 |
|  |                                          |

|  | V. johnstonensis (Bailey) Copel.                                                               |
|  |                                                                                                |
|  | \| \| V. liukiuensis (Yabe) Tagawa 1951 \| \| \| \| \| \| V. maxima (Blume) Copel. \| \| \| \| |
|  |                                                                                                |
|  | V. liukiuensis (Yabe) Tagawa 1951                                                              |
|  |                                                                                                |
|  | V. maxima (Blume) Copel.                                                                       |
|  |                                                                                                |

|  | V. liukiuensis (Yabe) Tagawa 1951 |
|  |                                   |
|  | V. maxima (Blume) Copel.          |
|  |                                   |

|  | V. collariata (Bosch) Ebihara & K.Iwats. |
|  |                                          |
|  | V. radicans (Sw.) Copel.                 |
|  |                                          |

|  | V. johnstonensis (Bailey) Copel.                                                               |
|  |                                                                                                |
|  | \| \| V. liukiuensis (Yabe) Tagawa 1951 \| \| \| \| \| \| V. maxima (Blume) Copel. \| \| \| \| |
|  |                                                                                                |
|  | V. liukiuensis (Yabe) Tagawa 1951                                                              |
|  |                                                                                                |
|  | V. maxima (Blume) Copel.                                                                       |
|  |                                                                                                |

|  | V. liukiuensis (Yabe) Tagawa 1951 |
|  |                                   |
|  | V. maxima (Blume) Copel.          |
|  |                                   |

|  | V. confusa Dubuisson, Deblauwe & Bouch.-Dubuisson |
|  |                                                   |
|  | V. gigantea (Bory ex Willd.) Pic. Serm.           |
|  |                                                   |

|  | V. collariata (Bosch) Ebihara & K.Iwats. |
|  |                                          |
|  | V. radicans (Sw.) Copel.                 |
|  |                                          |

|  | V. johnstonensis (Bailey) Copel.                                                               |
|  |                                                                                                |
|  | \| \| V. liukiuensis (Yabe) Tagawa 1951 \| \| \| \| \| \| V. maxima (Blume) Copel. \| \| \| \| |
|  |                                                                                                |
|  | V. liukiuensis (Yabe) Tagawa 1951                                                              |
|  |                                                                                                |
|  | V. maxima (Blume) Copel.                                                                       |
|  |                                                                                                |

|  | V. liukiuensis (Yabe) Tagawa 1951 |
|  |                                   |
|  | V. maxima (Blume) Copel.          |
|  |                                   |

|  | V. collariata (Bosch) Ebihara & K.Iwats. |
|  |                                          |
|  | V. radicans (Sw.) Copel.                 |
|  |                                          |

|  | V. johnstonensis (Bailey) Copel.                                                               |
|  |                                                                                                |
|  | \| \| V. liukiuensis (Yabe) Tagawa 1951 \| \| \| \| \| \| V. maxima (Blume) Copel. \| \| \| \| |
|  |                                                                                                |
|  | V. liukiuensis (Yabe) Tagawa 1951                                                              |
|  |                                                                                                |
|  | V. maxima (Blume) Copel.                                                                       |
|  |                                                                                                |

|  | V. liukiuensis (Yabe) Tagawa 1951 |
|  |                                   |
|  | V. maxima (Blume) Copel.          |
|  |                                   |

|  | V. cystoseiroides (Christ ex Tardieu & C.Chr.) Ching |
|  |                                                      |
|  | V. striata (D.Don) Ebihara                           |
|  |                                                      |

|  | V. confusa Dubuisson, Deblauwe & Bouch.-Dubuisson |
|  |                                                   |
|  | V. gigantea (Bory ex Willd.) Pic. Serm.           |
|  |                                                   |

|  | V. collariata (Bosch) Ebihara & K.Iwats. |
|  |                                          |
|  | V. radicans (Sw.) Copel.                 |
|  |                                          |

|  | V. johnstonensis (Bailey) Copel.                                                               |
|  |                                                                                                |
|  | \| \| V. liukiuensis (Yabe) Tagawa 1951 \| \| \| \| \| \| V. maxima (Blume) Copel. \| \| \| \| |
|  |                                                                                                |
|  | V. liukiuensis (Yabe) Tagawa 1951                                                              |
|  |                                                                                                |
|  | V. maxima (Blume) Copel.                                                                       |
|  |                                                                                                |

|  | V. liukiuensis (Yabe) Tagawa 1951 |
|  |                                   |
|  | V. maxima (Blume) Copel.          |
|  |                                   |

|  | V. collariata (Bosch) Ebihara & K.Iwats. |
|  |                                          |
|  | V. radicans (Sw.) Copel.                 |
|  |                                          |

|  | V. johnstonensis (Bailey) Copel.                                                               |
|  |                                                                                                |
|  | \| \| V. liukiuensis (Yabe) Tagawa 1951 \| \| \| \| \| \| V. maxima (Blume) Copel. \| \| \| \| |
|  |                                                                                                |
|  | V. liukiuensis (Yabe) Tagawa 1951                                                              |
|  |                                                                                                |
|  | V. maxima (Blume) Copel.                                                                       |
|  |                                                                                                |

|  | V. liukiuensis (Yabe) Tagawa 1951 |
|  |                                   |
|  | V. maxima (Blume) Copel.          |
|  |                                   |

|  | V. confusa Dubuisson, Deblauwe & Bouch.-Dubuisson |
|  |                                                   |
|  | V. gigantea (Bory ex Willd.) Pic. Serm.           |
|  |                                                   |

|  | V. collariata (Bosch) Ebihara & K.Iwats. |
|  |                                          |
|  | V. radicans (Sw.) Copel.                 |
|  |                                          |

|  | V. johnstonensis (Bailey) Copel.                                                               |
|  |                                                                                                |
|  | \| \| V. liukiuensis (Yabe) Tagawa 1951 \| \| \| \| \| \| V. maxima (Blume) Copel. \| \| \| \| |
|  |                                                                                                |
|  | V. liukiuensis (Yabe) Tagawa 1951                                                              |
|  |                                                                                                |
|  | V. maxima (Blume) Copel.                                                                       |
|  |                                                                                                |

|  | V. liukiuensis (Yabe) Tagawa 1951 |
|  |                                   |
|  | V. maxima (Blume) Copel.          |
|  |                                   |

|  | V. collariata (Bosch) Ebihara & K.Iwats. |
|  |                                          |
|  | V. radicans (Sw.) Copel.                 |
|  |                                          |

|  | V. johnstonensis (Bailey) Copel.                                                               |
|  |                                                                                                |
|  | \| \| V. liukiuensis (Yabe) Tagawa 1951 \| \| \| \| \| \| V. maxima (Blume) Copel. \| \| \| \| |
|  |                                                                                                |
|  | V. liukiuensis (Yabe) Tagawa 1951                                                              |
|  |                                                                                                |
|  | V. maxima (Blume) Copel.                                                                       |
|  |                                                                                                |

|  | V. liukiuensis (Yabe) Tagawa 1951 |
|  |                                   |
|  | V. maxima (Blume) Copel.          |
|  |                                   |

|  | V. speciosa (Willd.) G.Kunkel                                                                                            |
|  | |
|  | \| \| V. boschiana (J.W.Sturm ex Bosch) Ebihara & K.Iwats. \| \| \| \| \| \| V. kalamocarpa (Hayata) Ebihara \| \| \| \| |
|  | |
|  | V. boschiana (J.W.Sturm ex Bosch) Ebihara & K.Iwats.                                                                     |
|  | |
|  | V. kalamocarpa (Hayata) Ebihara                                                                                          |
|  | |

|  | V. boschiana (J.W.Sturm ex Bosch) Ebihara & K.Iwats. |
|  |                                                      |
|  | V. kalamocarpa (Hayata) Ebihara                      |
|  |                                                      |

|  | V. davallioides (Gaudich.) Copel.                                                           |
|  |                                                                                             |
|  | \| \| V. cyrtotheca (Hillebr.) Copel. \| \| \| \| \| \| V. tubiflora F.S.Wagner \| \| \| \| |
|  |                                                                                             |
|  | V. cyrtotheca (Hillebr.) Copel.                                                             |
|  |                                                                                             |
|  | V. tubiflora F.S.Wagner                                                                     |
|  |                                                                                             |

|  | V. cyrtotheca (Hillebr.) Copel. |
|  |                                 |
|  | V. tubiflora F.S.Wagner         |
|  |                                 |

|  | V. speciosa (Willd.) G.Kunkel                                                                                            |
|  | |
|  | \| \| V. boschiana (J.W.Sturm ex Bosch) Ebihara & K.Iwats. \| \| \| \| \| \| V. kalamocarpa (Hayata) Ebihara \| \| \| \| |
|  | |
|  | V. boschiana (J.W.Sturm ex Bosch) Ebihara & K.Iwats.                                                                     |
|  | |
|  | V. kalamocarpa (Hayata) Ebihara                                                                                          |
|  | |

|  | V. boschiana (J.W.Sturm ex Bosch) Ebihara & K.Iwats. |
|  |                                                      |
|  | V. kalamocarpa (Hayata) Ebihara                      |
|  |                                                      |

|  | V. davallioides (Gaudich.) Copel.                                                           |
|  |                                                                                             |
|  | \| \| V. cyrtotheca (Hillebr.) Copel. \| \| \| \| \| \| V. tubiflora F.S.Wagner \| \| \| \| |
|  |                                                                                             |
|  | V. cyrtotheca (Hillebr.) Copel.                                                             |
|  |                                                                                             |
|  | V. tubiflora F.S.Wagner                                                                     |
|  |                                                                                             |

|  | V. cyrtotheca (Hillebr.) Copel. |
|  |                                 |
|  | V. tubiflora F.S.Wagner         |
|  |                                 |

|  | V. cystoseiroides (Christ ex Tardieu & C.Chr.) Ching |
|  |                                                      |
|  | V. striata (D.Don) Ebihara                           |
|  |                                                      |

|  | V. confusa Dubuisson, Deblauwe & Bouch.-Dubuisson |
|  |                                                   |
|  | V. gigantea (Bory ex Willd.) Pic. Serm.           |
|  |                                                   |

|  | V. collariata (Bosch) Ebihara & K.Iwats. |
|  |                                          |
|  | V. radicans (Sw.) Copel.                 |
|  |                                          |

|  | V. johnstonensis (Bailey) Copel.                                                               |
|  |                                                                                                |
|  | \| \| V. liukiuensis (Yabe) Tagawa 1951 \| \| \| \| \| \| V. maxima (Blume) Copel. \| \| \| \| |
|  |                                                                                                |
|  | V. liukiuensis (Yabe) Tagawa 1951                                                              |
|  |                                                                                                |
|  | V. maxima (Blume) Copel.                                                                       |
|  |                                                                                                |

|  | V. liukiuensis (Yabe) Tagawa 1951 |
|  |                                   |
|  | V. maxima (Blume) Copel.          |
|  |                                   |

|  | V. collariata (Bosch) Ebihara & K.Iwats. |
|  |                                          |
|  | V. radicans (Sw.) Copel.                 |
|  |                                          |

|  | V. johnstonensis (Bailey) Copel.                                                               |
|  |                                                                                                |
|  | \| \| V. liukiuensis (Yabe) Tagawa 1951 \| \| \| \| \| \| V. maxima (Blume) Copel. \| \| \| \| |
|  |                                                                                                |
|  | V. liukiuensis (Yabe) Tagawa 1951                                                              |
|  |                                                                                                |
|  | V. maxima (Blume) Copel.                                                                       |
|  |                                                                                                |

|  | V. liukiuensis (Yabe) Tagawa 1951 |
|  |                                   |
|  | V. maxima (Blume) Copel.          |
|  |                                   |

|  | V. confusa Dubuisson, Deblauwe & Bouch.-Dubuisson |
|  |                                                   |
|  | V. gigantea (Bory ex Willd.) Pic. Serm.           |
|  |                                                   |

|  | V. collariata (Bosch) Ebihara & K.Iwats. |
|  |                                          |
|  | V. radicans (Sw.) Copel.                 |
|  |                                          |

|  | V. johnstonensis (Bailey) Copel.                                                               |
|  |                                                                                                |
|  | \| \| V. liukiuensis (Yabe) Tagawa 1951 \| \| \| \| \| \| V. maxima (Blume) Copel. \| \| \| \| |
|  |                                                                                                |
|  | V. liukiuensis (Yabe) Tagawa 1951                                                              |
|  |                                                                                                |
|  | V. maxima (Blume) Copel.                                                                       |
|  |                                                                                                |

|  | V. liukiuensis (Yabe) Tagawa 1951 |
|  |                                   |
|  | V. maxima (Blume) Copel.          |
|  |                                   |

|  | V. collariata (Bosch) Ebihara & K.Iwats. |
|  |                                          |
|  | V. radicans (Sw.) Copel.                 |
|  |                                          |

|  | V. johnstonensis (Bailey) Copel.                                                               |
|  |                                                                                                |
|  | \| \| V. liukiuensis (Yabe) Tagawa 1951 \| \| \| \| \| \| V. maxima (Blume) Copel. \| \| \| \| |
|  |                                                                                                |
|  | V. liukiuensis (Yabe) Tagawa 1951                                                              |
|  |                                                                                                |
|  | V. maxima (Blume) Copel.                                                                       |
|  |                                                                                                |

|  | V. liukiuensis (Yabe) Tagawa 1951 |
|  |                                   |
|  | V. maxima (Blume) Copel.          |
|  |                                   |

|  | V. cystoseiroides (Christ ex Tardieu & C.Chr.) Ching |
|  |                                                      |
|  | V. striata (D.Don) Ebihara                           |
|  |                                                      |

|  | V. confusa Dubuisson, Deblauwe & Bouch.-Dubuisson |
|  |                                                   |
|  | V. gigantea (Bory ex Willd.) Pic. Serm.           |
|  |                                                   |

|  | V. collariata (Bosch) Ebihara & K.Iwats. |
|  |                                          |
|  | V. radicans (Sw.) Copel.                 |
|  |                                          |

|  | V. johnstonensis (Bailey) Copel.                                                               |
|  |                                                                                                |
|  | \| \| V. liukiuensis (Yabe) Tagawa 1951 \| \| \| \| \| \| V. maxima (Blume) Copel. \| \| \| \| |
|  |                                                                                                |
|  | V. liukiuensis (Yabe) Tagawa 1951                                                              |
|  |                                                                                                |
|  | V. maxima (Blume) Copel.                                                                       |
|  |                                                                                                |

|  | V. liukiuensis (Yabe) Tagawa 1951 |
|  |                                   |
|  | V. maxima (Blume) Copel.          |
|  |                                   |

|  | V. collariata (Bosch) Ebihara & K.Iwats. |
|  |                                          |
|  | V. radicans (Sw.) Copel.                 |
|  |                                          |

|  | V. johnstonensis (Bailey) Copel.                                                               |
|  |                                                                                                |
|  | \| \| V. liukiuensis (Yabe) Tagawa 1951 \| \| \| \| \| \| V. maxima (Blume) Copel. \| \| \| \| |
|  |                                                                                                |
|  | V. liukiuensis (Yabe) Tagawa 1951                                                              |
|  |                                                                                                |
|  | V. maxima (Blume) Copel.                                                                       |
|  |                                                                                                |

|  | V. liukiuensis (Yabe) Tagawa 1951 |
|  |                                   |
|  | V. maxima (Blume) Copel.          |
|  |                                   |

|  | V. confusa Dubuisson, Deblauwe & Bouch.-Dubuisson |
|  |                                                   |
|  | V. gigantea (Bory ex Willd.) Pic. Serm.           |
|  |                                                   |

|  | V. collariata (Bosch) Ebihara & K.Iwats. |
|  |                                          |
|  | V. radicans (Sw.) Copel.                 |
|  |                                          |

|  | V. johnstonensis (Bailey) Copel.                                                               |
|  |                                                                                                |
|  | \| \| V. liukiuensis (Yabe) Tagawa 1951 \| \| \| \| \| \| V. maxima (Blume) Copel. \| \| \| \| |
|  |                                                                                                |
|  | V. liukiuensis (Yabe) Tagawa 1951                                                              |
|  |                                                                                                |
|  | V. maxima (Blume) Copel.                                                                       |
|  |                                                                                                |

|  | V. liukiuensis (Yabe) Tagawa 1951 |
|  |                                   |
|  | V. maxima (Blume) Copel.          |
|  |                                   |

|  | V. collariata (Bosch) Ebihara & K.Iwats. |
|  |                                          |
|  | V. radicans (Sw.) Copel.                 |
|  |                                          |

|  | V. johnstonensis (Bailey) Copel.                                                               |
|  |                                                                                                |
|  | \| \| V. liukiuensis (Yabe) Tagawa 1951 \| \| \| \| \| \| V. maxima (Blume) Copel. \| \| \| \| |
|  |                                                                                                |
|  | V. liukiuensis (Yabe) Tagawa 1951                                                              |
|  |                                                                                                |
|  | V. maxima (Blume) Copel.                                                                       |
|  |                                                                                                |

|  | V. liukiuensis (Yabe) Tagawa 1951 |
|  |                                   |
|  | V. maxima (Blume) Copel.          |
|  |                                   |

|  | V. auriculata (Blume) Copel.            |
|  |                                         |
|  | V. rupestris (Raddi) Ebihara & K.Iwats. |
|  |                                         |

|  | V. speciosa (Willd.) G.Kunkel                                                                                            |
|  | |
|  | \| \| V. boschiana (J.W.Sturm ex Bosch) Ebihara & K.Iwats. \| \| \| \| \| \| V. kalamocarpa (Hayata) Ebihara \| \| \| \| |
|  | |
|  | V. boschiana (J.W.Sturm ex Bosch) Ebihara & K.Iwats.                                                                     |
|  | |
|  | V. kalamocarpa (Hayata) Ebihara                                                                                          |
|  | |

|  | V. boschiana (J.W.Sturm ex Bosch) Ebihara & K.Iwats. |
|  |                                                      |
|  | V. kalamocarpa (Hayata) Ebihara                      |
|  |                                                      |

|  | V. davallioides (Gaudich.) Copel.                                                           |
|  |                                                                                             |
|  | \| \| V. cyrtotheca (Hillebr.) Copel. \| \| \| \| \| \| V. tubiflora F.S.Wagner \| \| \| \| |
|  |                                                                                             |
|  | V. cyrtotheca (Hillebr.) Copel.                                                             |
|  |                                                                                             |
|  | V. tubiflora F.S.Wagner                                                                     |
|  |                                                                                             |

|  | V. cyrtotheca (Hillebr.) Copel. |
|  |                                 |
|  | V. tubiflora F.S.Wagner         |
|  |                                 |

|  | V. speciosa (Willd.) G.Kunkel                                                                                            |
|  | |
|  | \| \| V. boschiana (J.W.Sturm ex Bosch) Ebihara & K.Iwats. \| \| \| \| \| \| V. kalamocarpa (Hayata) Ebihara \| \| \| \| |
|  | |
|  | V. boschiana (J.W.Sturm ex Bosch) Ebihara & K.Iwats.                                                                     |
|  | |
|  | V. kalamocarpa (Hayata) Ebihara                                                                                          |
|  | |

|  | V. boschiana (J.W.Sturm ex Bosch) Ebihara & K.Iwats. |
|  |                                                      |
|  | V. kalamocarpa (Hayata) Ebihara                      |
|  |                                                      |

|  | V. davallioides (Gaudich.) Copel.                                                           |
|  |                                                                                             |
|  | \| \| V. cyrtotheca (Hillebr.) Copel. \| \| \| \| \| \| V. tubiflora F.S.Wagner \| \| \| \| |
|  |                                                                                             |
|  | V. cyrtotheca (Hillebr.) Copel.                                                             |
|  |                                                                                             |
|  | V. tubiflora F.S.Wagner                                                                     |
|  |                                                                                             |

|  | V. cyrtotheca (Hillebr.) Copel. |
|  |                                 |
|  | V. tubiflora F.S.Wagner         |
|  |                                 |

|  | V. cystoseiroides (Christ ex Tardieu & C.Chr.) Ching |
|  |                                                      |
|  | V. striata (D.Don) Ebihara                           |
|  |                                                      |

|  | V. confusa Dubuisson, Deblauwe & Bouch.-Dubuisson |
|  |                                                   |
|  | V. gigantea (Bory ex Willd.) Pic. Serm.           |
|  |                                                   |

|  | V. collariata (Bosch) Ebihara & K.Iwats. |
|  |                                          |
|  | V. radicans (Sw.) Copel.                 |
|  |                                          |

|  | V. johnstonensis (Bailey) Copel.                                                               |
|  |                                                                                                |
|  | \| \| V. liukiuensis (Yabe) Tagawa 1951 \| \| \| \| \| \| V. maxima (Blume) Copel. \| \| \| \| |
|  |                                                                                                |
|  | V. liukiuensis (Yabe) Tagawa 1951                                                              |
|  |                                                                                                |
|  | V. maxima (Blume) Copel.                                                                       |
|  |                                                                                                |

|  | V. liukiuensis (Yabe) Tagawa 1951 |
|  |                                   |
|  | V. maxima (Blume) Copel.          |
|  |                                   |

|  | V. collariata (Bosch) Ebihara & K.Iwats. |
|  |                                          |
|  | V. radicans (Sw.) Copel.                 |
|  |                                          |

|  | V. johnstonensis (Bailey) Copel.                                                               |
|  |                                                                                                |
|  | \| \| V. liukiuensis (Yabe) Tagawa 1951 \| \| \| \| \| \| V. maxima (Blume) Copel. \| \| \| \| |
|  |                                                                                                |
|  | V. liukiuensis (Yabe) Tagawa 1951                                                              |
|  |                                                                                                |
|  | V. maxima (Blume) Copel.                                                                       |
|  |                                                                                                |

|  | V. liukiuensis (Yabe) Tagawa 1951 |
|  |                                   |
|  | V. maxima (Blume) Copel.          |
|  |                                   |

|  | V. confusa Dubuisson, Deblauwe & Bouch.-Dubuisson |
|  |                                                   |
|  | V. gigantea (Bory ex Willd.) Pic. Serm.           |
|  |                                                   |

|  | V. collariata (Bosch) Ebihara & K.Iwats. |
|  |                                          |
|  | V. radicans (Sw.) Copel.                 |
|  |                                          |

|  | V. johnstonensis (Bailey) Copel.                                                               |
|  |                                                                                                |
|  | \| \| V. liukiuensis (Yabe) Tagawa 1951 \| \| \| \| \| \| V. maxima (Blume) Copel. \| \| \| \| |
|  |                                                                                                |
|  | V. liukiuensis (Yabe) Tagawa 1951                                                              |
|  |                                                                                                |
|  | V. maxima (Blume) Copel.                                                                       |
|  |                                                                                                |

|  | V. liukiuensis (Yabe) Tagawa 1951 |
|  |                                   |
|  | V. maxima (Blume) Copel.          |
|  |                                   |

|  | V. collariata (Bosch) Ebihara & K.Iwats. |
|  |                                          |
|  | V. radicans (Sw.) Copel.                 |
|  |                                          |

|  | V. johnstonensis (Bailey) Copel.                                                               |
|  |                                                                                                |
|  | \| \| V. liukiuensis (Yabe) Tagawa 1951 \| \| \| \| \| \| V. maxima (Blume) Copel. \| \| \| \| |
|  |                                                                                                |
|  | V. liukiuensis (Yabe) Tagawa 1951                                                              |
|  |                                                                                                |
|  | V. maxima (Blume) Copel.                                                                       |
|  |                                                                                                |

|  | V. liukiuensis (Yabe) Tagawa 1951 |
|  |                                   |
|  | V. maxima (Blume) Copel.          |
|  |                                   |

|  | V. cystoseiroides (Christ ex Tardieu & C.Chr.) Ching |
|  |                                                      |
|  | V. striata (D.Don) Ebihara                           |
|  |                                                      |

|  | V. confusa Dubuisson, Deblauwe & Bouch.-Dubuisson |
|  |                                                   |
|  | V. gigantea (Bory ex Willd.) Pic. Serm.           |
|  |                                                   |

|  | V. collariata (Bosch) Ebihara & K.Iwats. |
|  |                                          |
|  | V. radicans (Sw.) Copel.                 |
|  |                                          |

|  | V. johnstonensis (Bailey) Copel.                                                               |
|  |                                                                                                |
|  | \| \| V. liukiuensis (Yabe) Tagawa 1951 \| \| \| \| \| \| V. maxima (Blume) Copel. \| \| \| \| |
|  |                                                                                                |
|  | V. liukiuensis (Yabe) Tagawa 1951                                                              |
|  |                                                                                                |
|  | V. maxima (Blume) Copel.                                                                       |
|  |                                                                                                |

|  | V. liukiuensis (Yabe) Tagawa 1951 |
|  |                                   |
|  | V. maxima (Blume) Copel.          |
|  |                                   |

|  | V. collariata (Bosch) Ebihara & K.Iwats. |
|  |                                          |
|  | V. radicans (Sw.) Copel.                 |
|  |                                          |

|  | V. johnstonensis (Bailey) Copel.                                                               |
|  |                                                                                                |
|  | \| \| V. liukiuensis (Yabe) Tagawa 1951 \| \| \| \| \| \| V. maxima (Blume) Copel. \| \| \| \| |
|  |                                                                                                |
|  | V. liukiuensis (Yabe) Tagawa 1951                                                              |
|  |                                                                                                |
|  | V. maxima (Blume) Copel.                                                                       |
|  |                                                                                                |

|  | V. liukiuensis (Yabe) Tagawa 1951 |
|  |                                   |
|  | V. maxima (Blume) Copel.          |
|  |                                   |

|  | V. confusa Dubuisson, Deblauwe & Bouch.-Dubuisson |
|  |                                                   |
|  | V. gigantea (Bory ex Willd.) Pic. Serm.           |
|  |                                                   |

|  | V. collariata (Bosch) Ebihara & K.Iwats. |
|  |                                          |
|  | V. radicans (Sw.) Copel.                 |
|  |                                          |

|  | V. johnstonensis (Bailey) Copel.                                                               |
|  |                                                                                                |
|  | \| \| V. liukiuensis (Yabe) Tagawa 1951 \| \| \| \| \| \| V. maxima (Blume) Copel. \| \| \| \| |
|  |                                                                                                |
|  | V. liukiuensis (Yabe) Tagawa 1951                                                              |
|  |                                                                                                |
|  | V. maxima (Blume) Copel.                                                                       |
|  |                                                                                                |

|  | V. liukiuensis (Yabe) Tagawa 1951 |
|  |                                   |
|  | V. maxima (Blume) Copel.          |
|  |                                   |

|  | V. collariata (Bosch) Ebihara & K.Iwats. |
|  |                                          |
|  | V. radicans (Sw.) Copel.                 |
|  |                                          |

|  | V. johnstonensis (Bailey) Copel.                                                               |
|  |                                                                                                |
|  | \| \| V. liukiuensis (Yabe) Tagawa 1951 \| \| \| \| \| \| V. maxima (Blume) Copel. \| \| \| \| |
|  |                                                                                                |
|  | V. liukiuensis (Yabe) Tagawa 1951                                                              |
|  |                                                                                                |
|  | V. maxima (Blume) Copel.                                                                       |
|  |                                                                                                |

|  | V. liukiuensis (Yabe) Tagawa 1951 |
|  |                                   |
|  | V. maxima (Blume) Copel.          |
|  |                                   |

|  | V. speciosa (Willd.) G.Kunkel                                                                                            |
|  | |
|  | \| \| V. boschiana (J.W.Sturm ex Bosch) Ebihara & K.Iwats. \| \| \| \| \| \| V. kalamocarpa (Hayata) Ebihara \| \| \| \| |
|  | |
|  | V. boschiana (J.W.Sturm ex Bosch) Ebihara & K.Iwats.                                                                     |
|  | |
|  | V. kalamocarpa (Hayata) Ebihara                                                                                          |
|  | |

|  | V. boschiana (J.W.Sturm ex Bosch) Ebihara & K.Iwats. |
|  |                                                      |
|  | V. kalamocarpa (Hayata) Ebihara                      |
|  |                                                      |

|  | V. davallioides (Gaudich.) Copel.                                                           |
|  |                                                                                             |
|  | \| \| V. cyrtotheca (Hillebr.) Copel. \| \| \| \| \| \| V. tubiflora F.S.Wagner \| \| \| \| |
|  |                                                                                             |
|  | V. cyrtotheca (Hillebr.) Copel.                                                             |
|  |                                                                                             |
|  | V. tubiflora F.S.Wagner                                                                     |
|  |                                                                                             |

|  | V. cyrtotheca (Hillebr.) Copel. |
|  |                                 |
|  | V. tubiflora F.S.Wagner         |
|  |                                 |

|  | V. speciosa (Willd.) G.Kunkel                                                                                            |
|  | |
|  | \| \| V. boschiana (J.W.Sturm ex Bosch) Ebihara & K.Iwats. \| \| \| \| \| \| V. kalamocarpa (Hayata) Ebihara \| \| \| \| |
|  | |
|  | V. boschiana (J.W.Sturm ex Bosch) Ebihara & K.Iwats.                                                                     |
|  | |
|  | V. kalamocarpa (Hayata) Ebihara                                                                                          |
|  | |

|  | V. boschiana (J.W.Sturm ex Bosch) Ebihara & K.Iwats. |
|  |                                                      |
|  | V. kalamocarpa (Hayata) Ebihara                      |
|  |                                                      |

|  | V. davallioides (Gaudich.) Copel.                                                           |
|  |                                                                                             |
|  | \| \| V. cyrtotheca (Hillebr.) Copel. \| \| \| \| \| \| V. tubiflora F.S.Wagner \| \| \| \| |
|  |                                                                                             |
|  | V. cyrtotheca (Hillebr.) Copel.                                                             |
|  |                                                                                             |
|  | V. tubiflora F.S.Wagner                                                                     |
|  |                                                                                             |

|  | V. cyrtotheca (Hillebr.) Copel. |
|  |                                 |
|  | V. tubiflora F.S.Wagner         |
|  |                                 |

|  | V. cystoseiroides (Christ ex Tardieu & C.Chr.) Ching |
|  |                                                      |
|  | V. striata (D.Don) Ebihara                           |
|  |                                                      |

|  | V. confusa Dubuisson, Deblauwe & Bouch.-Dubuisson |
|  |                                                   |
|  | V. gigantea (Bory ex Willd.) Pic. Serm.           |
|  |                                                   |

|  | V. collariata (Bosch) Ebihara & K.Iwats. |
|  |                                          |
|  | V. radicans (Sw.) Copel.                 |
|  |                                          |

|  | V. johnstonensis (Bailey) Copel.                                                               |
|  |                                                                                                |
|  | \| \| V. liukiuensis (Yabe) Tagawa 1951 \| \| \| \| \| \| V. maxima (Blume) Copel. \| \| \| \| |
|  |                                                                                                |
|  | V. liukiuensis (Yabe) Tagawa 1951                                                              |
|  |                                                                                                |
|  | V. maxima (Blume) Copel.                                                                       |
|  |                                                                                                |

|  | V. liukiuensis (Yabe) Tagawa 1951 |
|  |                                   |
|  | V. maxima (Blume) Copel.          |
|  |                                   |

|  | V. collariata (Bosch) Ebihara & K.Iwats. |
|  |                                          |
|  | V. radicans (Sw.) Copel.                 |
|  |                                          |

|  | V. johnstonensis (Bailey) Copel.                                                               |
|  |                                                                                                |
|  | \| \| V. liukiuensis (Yabe) Tagawa 1951 \| \| \| \| \| \| V. maxima (Blume) Copel. \| \| \| \| |
|  |                                                                                                |
|  | V. liukiuensis (Yabe) Tagawa 1951                                                              |
|  |                                                                                                |
|  | V. maxima (Blume) Copel.                                                                       |
|  |                                                                                                |

|  | V. liukiuensis (Yabe) Tagawa 1951 |
|  |                                   |
|  | V. maxima (Blume) Copel.          |
|  |                                   |

|  | V. confusa Dubuisson, Deblauwe & Bouch.-Dubuisson |
|  |                                                   |
|  | V. gigantea (Bory ex Willd.) Pic. Serm.           |
|  |                                                   |

|  | V. collariata (Bosch) Ebihara & K.Iwats. |
|  |                                          |
|  | V. radicans (Sw.) Copel.                 |
|  |                                          |

|  | V. johnstonensis (Bailey) Copel.                                                               |
|  |                                                                                                |
|  | \| \| V. liukiuensis (Yabe) Tagawa 1951 \| \| \| \| \| \| V. maxima (Blume) Copel. \| \| \| \| |
|  |                                                                                                |
|  | V. liukiuensis (Yabe) Tagawa 1951                                                              |
|  |                                                                                                |
|  | V. maxima (Blume) Copel.                                                                       |
|  |                                                                                                |

|  | V. liukiuensis (Yabe) Tagawa 1951 |
|  |                                   |
|  | V. maxima (Blume) Copel.          |
|  |                                   |

|  | V. collariata (Bosch) Ebihara & K.Iwats. |
|  |                                          |
|  | V. radicans (Sw.) Copel.                 |
|  |                                          |

|  | V. johnstonensis (Bailey) Copel.                                                               |
|  |                                                                                                |
|  | \| \| V. liukiuensis (Yabe) Tagawa 1951 \| \| \| \| \| \| V. maxima (Blume) Copel. \| \| \| \| |
|  |                                                                                                |
|  | V. liukiuensis (Yabe) Tagawa 1951                                                              |
|  |                                                                                                |
|  | V. maxima (Blume) Copel.                                                                       |
|  |                                                                                                |

|  | V. liukiuensis (Yabe) Tagawa 1951 |
|  |                                   |
|  | V. maxima (Blume) Copel.          |
|  |                                   |

|  | V. cystoseiroides (Christ ex Tardieu & C.Chr.) Ching |
|  |                                                      |
|  | V. striata (D.Don) Ebihara                           |
|  |                                                      |

|  | V. confusa Dubuisson, Deblauwe & Bouch.-Dubuisson |
|  |                                                   |
|  | V. gigantea (Bory ex Willd.) Pic. Serm.           |
|  |                                                   |

|  | V. collariata (Bosch) Ebihara & K.Iwats. |
|  |                                          |
|  | V. radicans (Sw.) Copel.                 |
|  |                                          |

|  | V. johnstonensis (Bailey) Copel.                                                               |
|  |                                                                                                |
|  | \| \| V. liukiuensis (Yabe) Tagawa 1951 \| \| \| \| \| \| V. maxima (Blume) Copel. \| \| \| \| |
|  |                                                                                                |
|  | V. liukiuensis (Yabe) Tagawa 1951                                                              |
|  |                                                                                                |
|  | V. maxima (Blume) Copel.                                                                       |
|  |                                                                                                |

|  | V. liukiuensis (Yabe) Tagawa 1951 |
|  |                                   |
|  | V. maxima (Blume) Copel.          |
|  |                                   |

|  | V. collariata (Bosch) Ebihara & K.Iwats. |
|  |                                          |
|  | V. radicans (Sw.) Copel.                 |
|  |                                          |

|  | V. johnstonensis (Bailey) Copel.                                                               |
|  |                                                                                                |
|  | \| \| V. liukiuensis (Yabe) Tagawa 1951 \| \| \| \| \| \| V. maxima (Blume) Copel. \| \| \| \| |
|  |                                                                                                |
|  | V. liukiuensis (Yabe) Tagawa 1951                                                              |
|  |                                                                                                |
|  | V. maxima (Blume) Copel.                                                                       |
|  |                                                                                                |

|  | V. liukiuensis (Yabe) Tagawa 1951 |
|  |                                   |
|  | V. maxima (Blume) Copel.          |
|  |                                   |

|  | V. confusa Dubuisson, Deblauwe & Bouch.-Dubuisson |
|  |                                                   |
|  | V. gigantea (Bory ex Willd.) Pic. Serm.           |
|  |                                                   |

|  | V. collariata (Bosch) Ebihara & K.Iwats. |
|  |                                          |
|  | V. radicans (Sw.) Copel.                 |
|  |                                          |

|  | V. johnstonensis (Bailey) Copel.                                                               |
|  |                                                                                                |
|  | \| \| V. liukiuensis (Yabe) Tagawa 1951 \| \| \| \| \| \| V. maxima (Blume) Copel. \| \| \| \| |
|  |                                                                                                |
|  | V. liukiuensis (Yabe) Tagawa 1951                                                              |
|  |                                                                                                |
|  | V. maxima (Blume) Copel.                                                                       |
|  |                                                                                                |

|  | V. liukiuensis (Yabe) Tagawa 1951 |
|  |                                   |
|  | V. maxima (Blume) Copel.          |
|  |                                   |

|  | V. collariata (Bosch) Ebihara & K.Iwats. |
|  |                                          |
|  | V. radicans (Sw.) Copel.                 |
|  |                                          |

|  | V. johnstonensis (Bailey) Copel.                                                               |
|  |                                                                                                |
|  | \| \| V. liukiuensis (Yabe) Tagawa 1951 \| \| \| \| \| \| V. maxima (Blume) Copel. \| \| \| \| |
|  |                                                                                                |
|  | V. liukiuensis (Yabe) Tagawa 1951                                                              |
|  |                                                                                                |
|  | V. maxima (Blume) Copel.                                                                       |
|  |                                                                                                |

|  | V. liukiuensis (Yabe) Tagawa 1951 |
|  |                                   |
|  | V. maxima (Blume) Copel.          |
|  |                                   |

Outras espécies:
- Vandenboschia amabilis (Nakai) K.Iwats.
- Vandenboschia birmanica (Bedd.) Ching
- Vandenboschia fargesii (Christ) Ching
- Vandenboschia hokurikuensis Ebihara
- Vandenboschia lofoushanensis Ching
- Vandenboschia miuraensis Ebihara
- Vandenboschia nipponica (Nakai) Ebihara
- Vandenboschia obtusa (Copel.) comb. ined.
- Vandenboschia oshimensis (Christ) Ebihara
- Vandenboschia × quelpaertensis (Nakai) Ebihara
- Vandenboschia subclathrata K.Iwats.

## Galeria

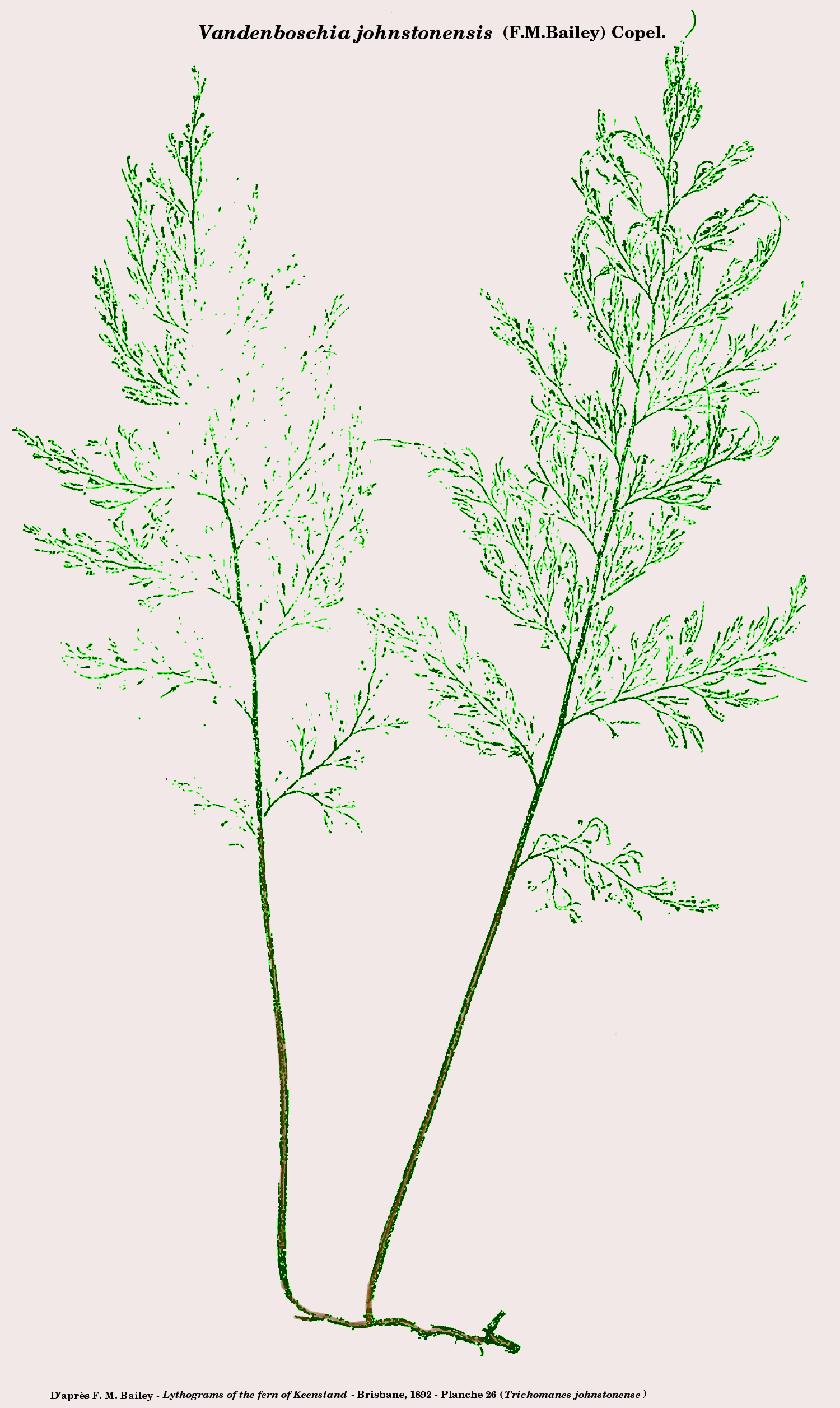
andenboschia jonhstonensis
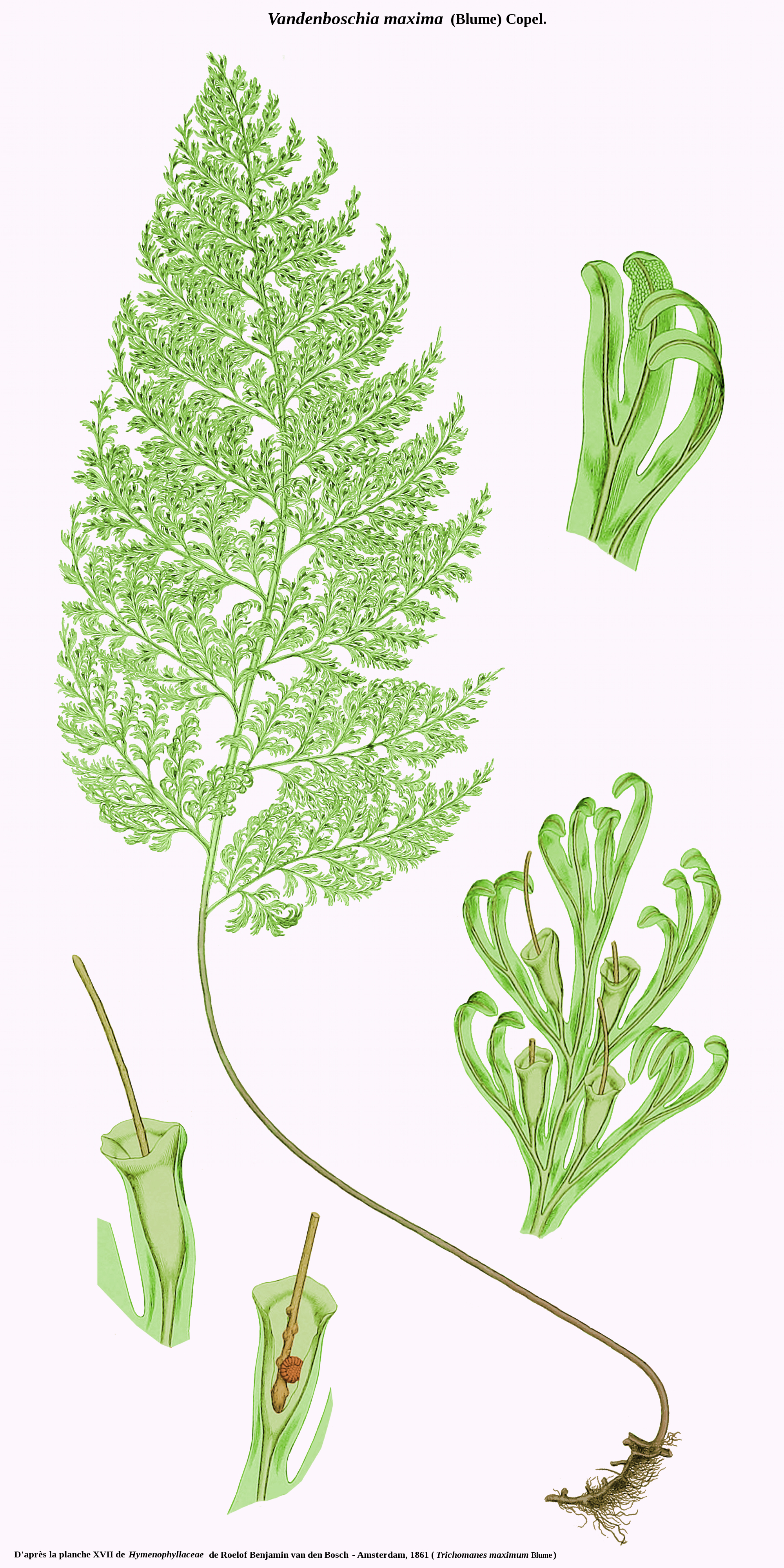
Vandenboschia maxima
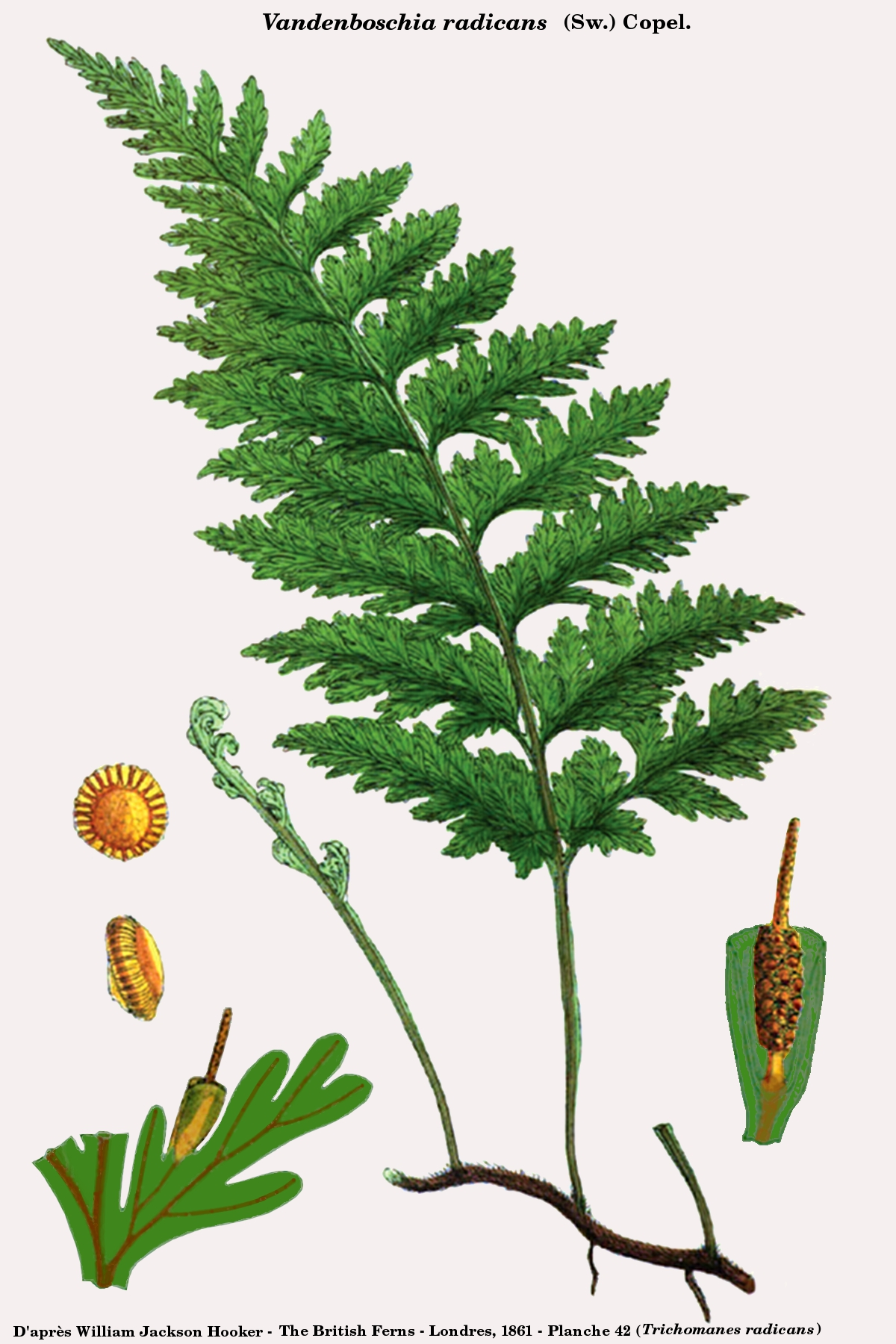
Vandenboschia radicans
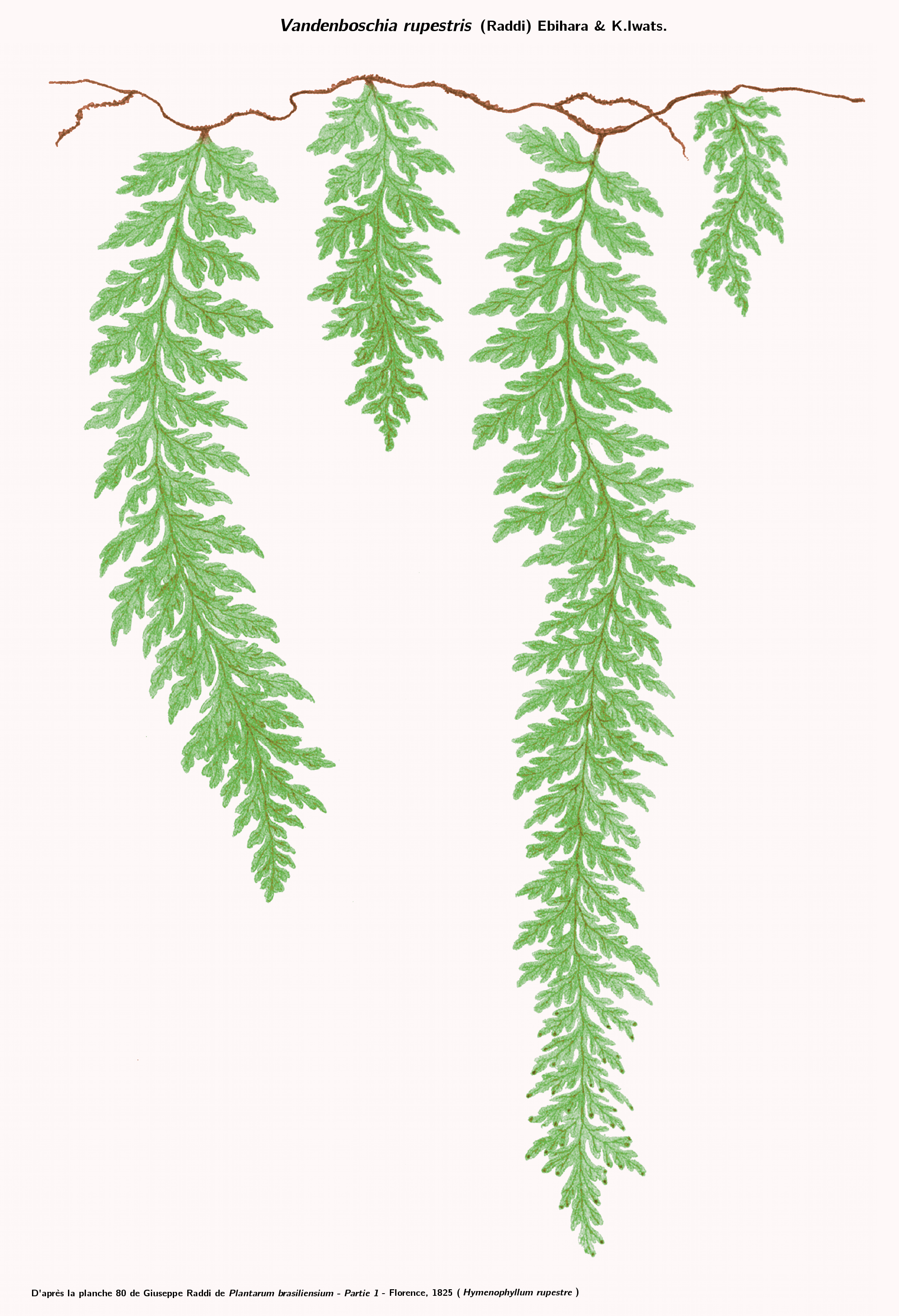
Vandenboschia rupestris